# Сыть джунгарская
Сыть джунгарская (лат. Cyperus soongoricus) — однолетнее травянистое растение; вид рода Сыть (Cyperus) семейства Осоковые (Cyperaceae).
Эндемик Алтайских гор, произрает на влажных луговинах в долинах Чёрного Иртыша, у перевоза Тас-Батыр и у подножья Курчумского хребта.

## Ботаническое описание
Стебли одиночные или малочисленные, прямостоячие, 15—25 см высотой.
Листья узколинейные, 1—2 мм шириной, с длинным влагалищем.
Соцветие состоит из 1—3 плотных шаровидных пучков, из которых один почти сидячий, прочие на ножках (до 12 мм длины). Прицветных листьев 2, один в несколько раз превышающий соцветие и является как бы продолжением стебля, второй короткий, отогнут в сторону. Колоски линейные, 3—6 мм длиной, около 1 мм шириной; кроющие чешуи пости округлы, на верхушке косо срезанные, по килю зелёные, по верхушке чёрно-бурые, 0,6 мм длиной. Тычинок 2—3. Рылец 3.
Орешки широкояйцевидные или почти округлые, трёхгранные, около 0,5 мм длиной.

## Таксономия
|  |                                      |  |                                                             |                                                             |                    |  | ещё 17 семейств (согласно Системе APG II) | ещё 17 семейств (согласно Системе APG II) |                      |  |  |  | около 600 видов |
|  |                                      |  |                                                             |                                                             |                    |  | ещё 17 семейств (согласно Системе APG II) | ещё 17 семейств (согласно Системе APG II) |                      |  |  |  | около 600 видов |
|  |                                      |  |                                                             | порядок Злакоцветные                                        |                    |  |                                           |                                           | род Сыть             |  |  |  |                 |
|  |                                      |  |                                                             | порядок Злакоцветные                                        |                    |  |                                           |                                           | род Сыть             |  |  |  |                 |
|  | отдел Цветковые, или Покрытосеменные |  |                                                             |                                                             | семейство Осоковые |  |                                           |                                           | вид Сыть джунгарская |  |  |  |                 |
|  | отдел Цветковые, или Покрытосеменные |  |                                                             |                                                             | семейство Осоковые |  |                                           |                                           |                      |  |  |  |                 |
|  |                                      |  | ещё 44 порядка цветковых растений (согласно Системе APG II) | ещё 44 порядка цветковых растений (согласно Системе APG II) |                    |  |                                           | ещё до 120 родов                          | ещё до 120 родов     |  |  |  |                 |
|  |                                      |  |                                                             | ещё 44 порядка цветковых растений (согласно Системе APG II) |                    |  |                                           |                                           | ещё до 120 родов     |  |  |  |                 |